# Kosmos 21
Kosmos 21 – niedoszła radziecka sonda kosmiczna, której celem był Mars lub Wenus. Z powodu usterki elektrycznej ostatniego członu rakiety nośnej (odpalenie silnika nastąpiło w złym kierunku), sonda nie opuściła parkingowej orbity okołoziemskiej.
Nie można wykluczyć, że misja była jedynie próbą technologiczną sondy i planowo miała pozostać na orbicie okołoziemskiej (podobnie do misji Kosmos 27).